# Lepidopus fitchi
Lepidopus fitchi är en fiskart som beskrevs av Richard H. Rosenblatt och Wilson, 1987. Lepidopus fitchi ingår i släktet Lepidopus och familjen Trichiuridae. Inga underarter finns listade i Catalogue of Life.